# إيفلين لينكولن
إيفلين لينكولن (بالإنجليزية: Evelyn Lincoln)‏ (و. 1909 – 1995 م) هي أمينة سر، وموظفة مدنية من الولايات المتحدة الأمريكية ولدت في مقاطعة بولك (نبراسكا).
وهي عضوة في الحزب الديمقراطي الأمريكي .